# Нандгаон
Нандгао́н (англ. Nandgaon) или Нандагра́м — город в округе Матхура в штате Уттар-Прадеш, Индия. Нандаграм является местом паломничества для последователей вайшнавизма, так как согласно Пуранам, в этом месте прошло детство Кришны.
Средняя высота города над уровнем моря составляет 184 метра. Согласно всеиндийской переписи 2001 года, население Нандгаона составляло 9956 человек. Мужчины составляли 54 % населения, а женщины — 46 %. Средний уровень грамотности населения Нандгаона был 45 %, что ниже среднеиндийского показателя, который составлял 59,5 %. Грамотность среди мужчин была 59 %, а среди женщин — 29 %. 19 % населения были детьми младше 6 лет.